# J-PARC
J-PARC (Japan Proton Accelerator Research Complex) egy japán nagyenergiás részecskegyorsító komplexum. A létesítmény létrehozása a KEK (High Energy Accelerator Research Organization), illetve a JAEA (Japan Atomic Energy Agency) közös projektje, melynek eredményeképp a tervezett részecskegyorsító megépült Tokainál. (Tokai (Tokai-mura) egy japán község Tokiótól mintegy 120–130 km-re, Japán Csendes-óceáni partjainál).

## Célok
A J-PARC részecskegyorsító főbb céljai alapkutatások végrehajtása a(z)
- anyagtudomány;
- az élettan;
- nukleáris hulladékok átalakítása (transzmutáció (kémia))

terén.
Shoji Nagamiya (fizikus, J-PARC Center igazgatója) szerint a J-PARC részecskegyorsító fontos szerepet játszhat majd a 21. század tudományos világának formálásában. A kutatóközpont révén az európai régió, és az észak-amerikai régió után az ázsiai/óceániai régióban is létrejöhet egy nagyenergiás részecskefizikai alapkutatással foglalkozó központ. (Európában a CERN, Észak-Amerikában a RHIC nagyenergiás részecskegyorsítók találhatók.)

## A J-PARC részei
A J-PARC részei egy 400 MeV-os lineáris gyorsító, illetve ennek folytatásaként egy 600 MeV-os lineáris gyorsító; egy 3 GeV-es szinkrotron; illetve egy 50 GeV-es szinkrotron.

## Érdekesség
A J-PARC gyorsító segítségével a neutrínóoszcilláció kérdésének további vizsgálataként a neutrínó tömegmátrix elemei is meghatározásra kerülhetnek.